# Ernestas Galvanauskas
Ernestas Galvanauskas né le 20 novembre 1882 à Zizonys (Haute Lituanie) mort le 24 juillet 1967 à Aix-les-Bains est un homme d'État lituanien. il est premier ministre de Lituanie de 1919 à 1920 puis pendant trois mandats consécutifs de février 1922 à février 1923, de février 1923 à juin 1923 puis de juin 1923 à juin 1924. Ces quatre mandats sont effectués sous la présidence d'Antanas Smetona.

## Biographie
Il fait ses études scolaires au collège de Jelgava (Lettonie) puis suit des études d'ingénieur à Saint-Pétersbourg. Il joue un rôle actif pendant la Révolution russe de 1905 puis fonde l'Union des paysans lituaniens. Galvanauskas joue par ailleurs un rôle important dans l'organisation de la révolte de Klaipeda qui voit le rattachement du territoire de Memel à la Lituanie.
En 1939-1940, il est ministre lituanien des finances, mais à la suite de l'occupation soviétique, il s'enfuit à Klaipeda, qui avait été réoccupé par l'Allemagne en 1939. En 1941, les nazis l'arrêtent et il est contraint à l'exil. En 1946, il prend la tête du Comité suprême pour la Libération de la Lituanie. En 1947, il émigre à Madagascar où il enseigne des cours sur le commerce et l'industrie. En 1963 Galvanauskas déménage en France et y vit jusqu'à sa mort.